# Ozaki Yuji
Ozaki Yuji (sinh ngày 4 tháng 5 năm 1984) là một cầu thủ bóng đá người Nhật Bản.

## Sự nghiệp câu lạc bộ
Ozaki Yuji đã từng chơi cho Consadole Sapporo.